# 斯特拉班區
斯特拉班區 （Strabane District Council；愛爾蘭語：Comhairle Ceantair an tSratha Báin；阿爾斯特蘇格蘭語：Stràbane Destrick Cooncil）是北愛爾蘭的一個區，位於北愛西部。面積862平方公里，2006年人口 39,100人。區行政中心為斯特拉班位於芬河和莫恩河匯流成福伊爾河處。

## 姐妹城市
- 德国圖林根州Zeulenroda
- 美国南達科他州蘇瀑